# Catalina Ruiz Pérez
Catalina Ruiz Pérez (València, 14 de juliol de 1957 - Ib., 8 d'agost de 2019) va ser una física valenciana. La seua recerca se centrava en l'estudi dels materials moleculars, les tècniques d'obtenció i caracterització, i la relació entre les propietats dels materials i la seua estructura cristal·lina. També era catedràtica de Física Aplicada a la Universitat de La Laguna, on dirigia el laboratori de raigs X i materials moleculars.

## Biografia
Es va llicenciar en Física a la Universitat de València. Després de realitzar la seua tesina, el 1984 es va traslladar a l'Institut Max Planck de Bioquímica, situat a Martinsried, Múnic, on va treballar durant prop de quatre anys en la seua tesi en el grup del professor Robert Huber, qui seria Premi Nobel de Química el 1988. El 1987 va tornar a Espanya, i es va incorporar a Tenerife a l' Institut Universitari de Bio-Orgànica Antonio González (IUBO-AG), des d'on va passar el 1988 al Departament de Física de la Universitat de La Laguna (ULL). El 1992 va tornar al Max-Planck amb una beca de la Fundació Alexander von Humboldt per treballar amb el professor Huber. De retorn a la ULL, va crear el laboratori de raigs X i materials moleculars i va ser nomenada catedràtica el 2000. Va ser professora visitant a París, Hamburg, el MIT, i també va estar a les universitats de Bari, Roma, Bordeus, Stuttgart, Innsbruck, Cusco, Concepció i Edimburg.
Va ser vicerectora de Recerca i Transferència de Coneixement de la ULL (2011-2014) i professora honorària per la Universitat de San Pedro de Chimbote.
Va morir el 8 d'agost de 2019, als 62 anys, a causa d'un càncer que tenia des de 2018.
Casada amb Artemio. Tenia dues filles: Laura i Mirela.

## Premis i guardons
Al llarg de la seua vida va obtenir diversos premis; entre ells:
- Premi Linus Pauling, atorgat per la Royal Society of Chemistry;
- Medalla d'Honor “Hermilio Valdizán” de la Universitat Nacional Hermilio Valdizán de Huánuco;
- Premi Canàries (2017) en la seua modalitat de Recerca i Innovació, atorgat pel Govern de Canàries. Va ser la primera dona a rebre aquest guardó.[3]
- Premi Charter 100 (2017);[4]
- Esment especial de la Fundació Humbolt.